# Dinawides nigricans
Dinawides nigricans är en fjärilsart som beskrevs av Bethune-Baker 1904. Dinawides nigricans ingår i släktet Dinawides och familjen snigelspinnare. Inga underarter finns listade i Catalogue of Life.